# Aldimi
Aldimi is een Belgisch scootermerk uit 1954.
Aldimi is een samentrekking van de eerste letters van Albert D'Ieteren en René Milhoux. Milhoux was een bekende coureur, die op onder andere FN- en Gillet- motoren had geracet, zowel op solomotoren als zijspannen.
De Aldimi-scooters hadden bijzondere 125- of 200 cc Saroléa-motorblokken en ook een aparte bouw. Het enige model ooit geproduceerd door Aldimi heette "Prince de Liège" (Prins van Luik).
De scooter werd gepresenteerd op het Salon van Brussel in 1954, maar er werden slechts 10 exemplaren geproduceerd.